# Linköpings stiftshistoriska sällskap
Linköpings stiftshistoriska sällskap bildades år 1994. Sällskapets syfte är att väcka och främja intresset för kyrkohistoriska studier rörande Linköpings stift. Sällskapet ordnar föredrag och studiebesök till kyrkohistoriskt intressanta platser i Linköpings stift. 

## Utgivna skrifter

### Sällskapets skriftserie
- Kjell O. Lejon: Diocesis Lincopensis — historik över Linköpings stift
- Kjell O. Lejon: (red) Diocesis Lincopensis II — Medeltida internationella influenser
- Kjell O. Lejon: Diocesis Lincopensis III — Askeby kloster — om klostertid och klosterliv
- Horae de Domina — Vår Frus Tider — Studier, transkription och "faksimil" av inkunabeln från Vadstena Klostertryckeri 1495 - i samarbete med Skara stiftshistoriska sällskap
- Einar Erici: Orglar och orgelbyggare — i Linköpings stift
- Per Olof Nisser: ”Där Herren Gud själv bor” — om östgötska psalmförfattare och deras psalmer
- Sven Hellström: Nytt ljus över Askeby kloster

### Sällskapets småskriftserie
- Jan Ekermann: Rebecca: Ett 1700-tals kvinnoöde.
- Jan Ekermann: Daniel Ekerman, ett 1700-tals prästöde. Kyrkoherde i Ljungs socken och Flistads socken, prost i Furingstads socken.
- Harald Tigerström: Marcus Wallenberg — Tre östgötateologer med samma namn (Marcus Wallenberg (1744–1799), Marcus Wallenberg (1774–1833) och Marcus Wallenberg (1781–1822))
- Kjell O. Lejon: Linköping — A Timeline of the Diocensan History.

### Lokalt publicerade skrifter
- Askeby: Sven Hellström: Askeby kyrka och kloster
- Hannäs: Carl-Erik Ståhlbom /medförfattare A Bockgård: Hannäs gamla och nya kyrka & Gullmar Andersson: Hannäs kyrkas inventarier 2001 samt lite historia
- Västervik, S:t Petri kyrka: Anders Björkman: S:t Petri kyrka i Västervik 100 år — 100 år av förberedelser · 100 år av liv

### Övriga publikationer
- Jan Ekermann: Hagtornsgåtan.
- Jan Ekermann: Lögardagsgåtan — eller tankat om lördagsnamnet.
- Jan Ekermann: Carl von Linné, efter en 1885 års beskrivning.
- Harald Tigerström: Johannes Botvidi — En östgöte i Gustav II Adolfs tjänst. Bland 1600-talets östgötar intar Johannes Botvidi utan tvekan en mycket framskjuten plats. Stadsskrivarsonen från Norrköping lät på sin tid tala om sig som en lysande begåvning. Gustav II Adolfs förste hovpredikant och själasörjare. Östgötabiskop 1631-1635.